# 가회동 이준구 가옥
가회동 이준구 가옥(嘉會洞 李俊九 家屋)은 서울특별시 종로구 북촌로11가에 있는 일제강점기의 건축물이다. 1991년 5월 28일 서울특별시의 문화재자료 제2호로 지정되었다.

## 개요
1938년경 세운 2층 양옥 형태의 집이다. 개화기 때 상류층 가옥으로서 질 좋은 부재를 사용하였다. 벽체는 돌을 벽돌식으로 모양을 내어 쌓았고 지붕은 프랑스 기와를 이용한 것이라고 하는데 뾰족지붕이다. 출입문은 윗부분을 무지개 모양의 아치형으로 꾸몄고, 건물 여러 군데에 격자무늬 창을 냈다.
60여년의 세월이 지났어도 현대 건축물에 뒤지지 않는 세련미를 보이고 있다.

## 참고 자료
- 가회동 이준구 가옥 - 국가유산청 국가유산포털